# Richard Ulbricht (Ingenieur)

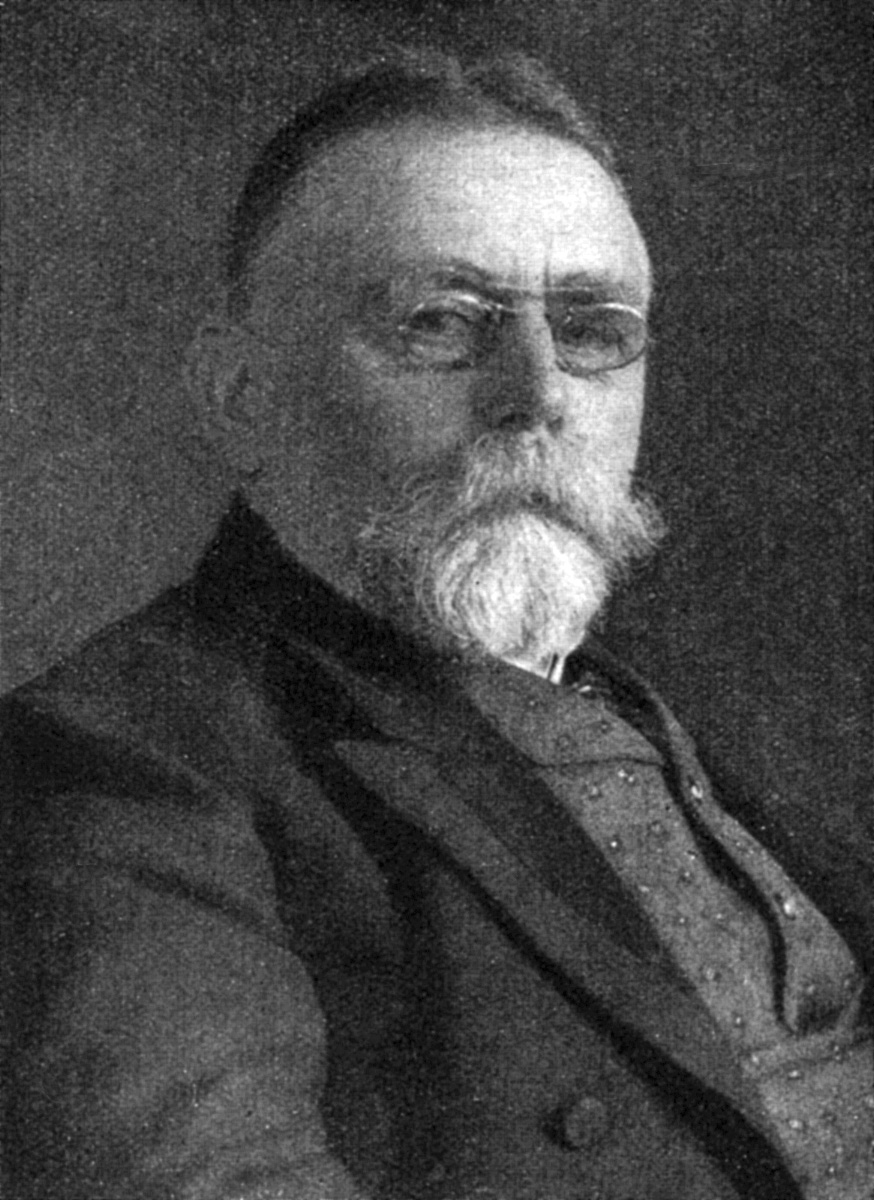
Richard Ulbricht

Friedrich Richard Ulbricht  (* 6. August 1849 in Dresden; † 13. Januar 1923 ebenda) war ein deutscher Ingenieur, Professor an der Königlich Sächsischen Technischen Hochschule Dresden sowie Präsident der Generaldirektion der Königlich Sächsischen Staatseisenbahnen.

## Leben

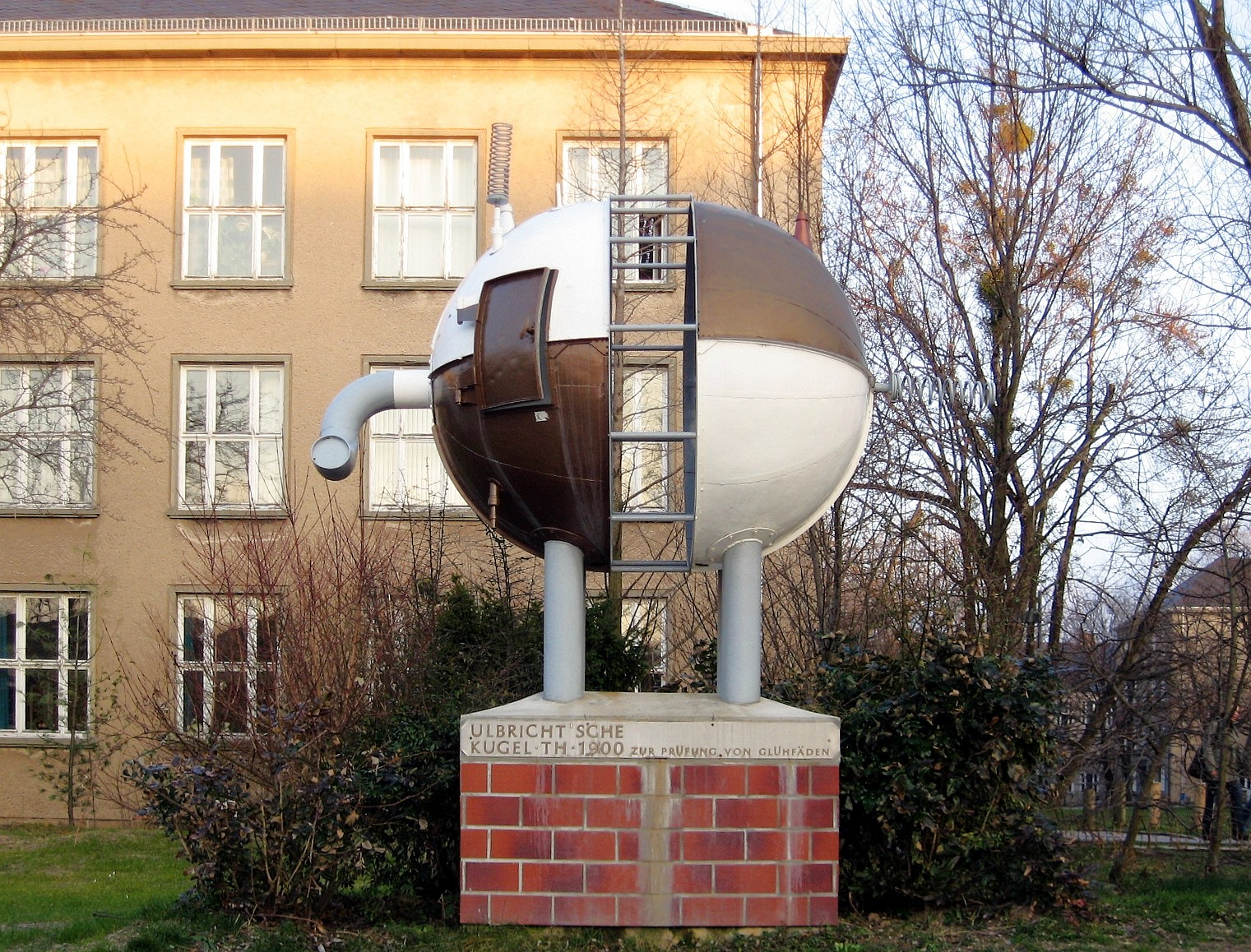
Kunstwerk in Anlehnung an eine Ulbricht-Kugel auf dem Campus der TU Dresden

Richard war der Sohn des Bildhauers und königlichen Münzgraveurs Karl Friedrich Christian Ulbricht (* 20. März 1813 auf dem väterlichen Gut in Dittersdorf; † 19. August 1861 in Dresden) und dessen Ehefrau Rosalie Emma Bosse (* 30. Mai 1825 in Dresden; † 17. Februar 1906 ebenda). Er erhielt seine höhere Schulbildung am Annen-Realgymnasium in Dresden, wo er zusammen mit seinem späteren Schwager, dem Dresdner Architekten und Zimmermeister Hermann Christian Stalling (1849–1884)  Ostern 1866 seine Reifeprüfung ablegte. Anschließend absolvierte Ulbricht die Königliche Technische Bildungsanstalt Sachsen (Vorläuferin der Technischen Universität Dresden) in Dresden und erwarb 1870 den Doktor an der Universität Jena. Nach kurzer Tätigkeit in der sächsischen Straßenbauverwaltung wechselte er in den Eisenbahndienst ins Telegrafen- und Sicherungsfach.
Zu diesem Thema dozierte er 1883 bis 1910 auch an der Königlich-Sächsischen Technischen Hochschule Dresden in der Ingenieur-Abteilung zunächst als Honorarprofessor für Telegrafie-, Telefon- und Signalwesen. Im Jahre 1890 wurde er als Ordinarius und Nachfolger von Karl Eduard Zetzsche berufen und gründete später gemeinsam mit dem Physiker Wilhelm Hallwachs das Institut für Schwachstromtechnik.
Als die Königlich Sächsischen Staatseisenbahnen nach der Frankfurter Elektrizitätsausstellung von 1891 beschlossen hatten, für Dresdens Bahnhöfe ein Drehstrom-Elektrizitätswerk in der sogenannten Chemnitzer Hohle zu bauen, wurde er damit betraut. Das Werk ging 1897 in Betrieb.
Er beschäftigte sich auch mit fotometrischen Untersuchungen zur bestmöglichen Beleuchtung der Bahnhöfe und stellte dabei fest, dass in einer Hohlkugel die Wandbeleuchtung proportional dem Gesamtlichtstrom der Lichtquelle ist. Er entwickelte ein aus zwei hohlen Halbkugeln bestehendes Messgerät, das Kugelphotometer, allgemein unter dem Namen „Ulbricht-Kugel“ bekannt. Es diente auch zur Prüfung von Glühfäden.
Ulbricht war auch Mitglied der Aufsichtskommission für elektrische Straßenbahnen, führte den Bügelstromabnehmer ein und stellte Untersuchungen über Erdströme elektrischer Bahnen an. Mit Wirkung vom 1. Oktober 1910 wurde er Präsident der Generaldirektion der Königlich Sächsischen Staatseisenbahnen und somit Nachfolger seines aus dem Amt geschiedenen Vorgängers Karl von Kirchbach. Er ließ das Moede-Piorkowskische Verfahren zu einer psychotechnischen Eignungsprüfung für Lokomotivführer modifizieren und in Dresden einführen. Die Publikation hierzu überließ er den Ingenieuren Albert Schreiber und Friedrich Gläsel. Das Prüfverfahren diente zunächst der Auswahl der Lokomotivführer, später auch der
Zugabfertiger und wurde nach dem Ersten Weltkrieg vielfach auch in den anderen deutschen Eisenbahngesellschaften diskutiert. In seine Amtsperiode als Präsident der Generaldirektion fielen auch die Umgestaltung der Leipziger Bahnhofsanlagen sowie der Neubau des Leipziger Hauptbahnhofs von 1913 bis 1915.
Als 1918 der sächsische König Friedrich August III. abdankte und in Sachsen ein Freistaat ausgerufen wurde, entfiel bei allen Bezeichnungen für Ämter das Wort „Königlich“. Die Amtsbezeichnung für Richard Ulbricht wurde daraufhin in Präsident der Generaldirektion der Sächsischen Staatseisenbahnen umgewandelt. Am 31. März 1919 trat er aus dem Eisenbahndienst aus und ging in den Ruhestand, schrieb aber in den folgenden Jahren noch bedeutende Bücher über das Kugelphotometer und über den Einfluss von Hochspannungsleitungen beim Kreuzen von Eisenbahnen.
1910 wurde ihm der Ehrendoktortitel der Technischen Hochschule Dresden verliehen.

## Familie
Richard Ulbricht heiratete am 5. August 1877 Johanna Helene Canzler (* 15. Dezember 1857 in Dresden), eine Tochter des Geheimen Oberbaurats und Königlich Sächsischen Oberlandbaumeisters Traugott Karl Adolf Canzler. Ihre Tochter, Helene Gertrud Ulbricht (* 6. Juli 1880 in Dresden; † 7. März 1971 in Düsseldorf) heiratete am 6. Juli 1902 in Dresden den Finanzrat bei der Königlichen Generaldirektion der Sächsischen Staatseisenbahnen, Paul Johannes Ritterstaedt (* 20. November 1869 in Dresden; † 29. November 1914 ebenda).

## Veröffentlichungen
- 1870: Die Duboissche Folgekurve als Kettenbrückenlinie (Diss.)
- 1889: Geschichte der bürgerlichen sächsischen Staatseisenbahn
- 1910: Weichen- und Signalstellung
- 1920: Das Kugelphotometer (Ulbricht'sche Kugel). Darstellung seiner Theorie, Ausbildung und Anwendung, unter besonderer Berücksichtigung der Fehlerquellen
- 1921: Kreuzung von Eisenbahnen durch Hochspannungsleitung